# Николај Рајевски (генерал)
Николај Рајевски (рус. Николай Николаевич Раевский; Санкт Петербург, 14. септембар 1771 — Бовтишка, 16. септембар 1829) је руски генерал и државник, који је постао славан током Наполеонових ратова.

## Детињство и младост
Потиче из племићке породице са далеким пољским пореклом. Његов деда је био судија Светог синода. Врло рано је постао војник. Суделовао је у Руско-турском рату (1787 — 1792). Постао је потпуковник 1790. због заслуга у рату и командант козачке бригаде. После мировног уговора учествује у Пољско-руском рату 1792. године. За своје учешће одликован је орденом Светог Ђорђа 4. степена. Суделује 1796. у рату против Персије. Цар Павле I га је отпустио из војске јер је сматрао да је повезан са Потемкином, што није било тачно. Када је на власт дошао Александар I Павлович, Рајевски је постaо генерал-мајор. Због породичних разлога напушта војску 1801. године.

## Наполеонови ратови
Поновним избијањем Наполеонових ратова Рајевски поново постаје војно активан 1807. године. Током 1807. истакао се у многим борбама и одликован је орденом Светог Ђорђа 3. степена. Суделује у бици код Хајлсберга, где је и рањен. У бици код Фридланда 1807, командује коњичком претходницом. После мира у Тилзиту Рајевски учествује у Финском рату, за шта је одликован орденом Светог Ђорђа 2. степена. Постао је генерал-потпуковник. Суделује у Руско-турском рату (1806 — 1812). Заузео је Силистру у Бугарској. Током Наполеонове инвазије на Русију командовао је 7. пешадијским корпусом, који је био део 2. армије Петра Бородина. Као претходница био је одговоран за успоравање напредовање војске француског маршала Давута према Москви. После битке код Салтановке повукао се у Смоленск. Током битке код Бородина штитио је десно крило руске армије на који је ударила главна снага француске армије. Блиставом одбраном десног крила стекао је славу. Поново је одликован. Касније је учествовао у борбама велике француске армије, која се повлачила из Русије. У бици код Красног допринео је коначном поразу наполеонске армије у Русији. Касније је суделовао у биткама код Бауцена, Дрездена и Лајпцига. У бици код Лајпцига 1813. био је рањен у груди, али је остао на коњу до краја битке. У бици код Бауцена омогућио је повлачење и заштиту главних снага. Са руском армијом је гонио француску армију до Париза.
Занимљивост везана за генерала Рајевског, јесте та да је његов истоимени унук пуковник Рајевски (алиас Вронски) био учесник као добровољац у српско-турском рату и тамо је и погинуо.